# Milicias Obreras
Las Milicias Obreras (en húngaro: Munkásőrség) fue una organización paramilitar en Hungría, bajo el control directo del Partido Socialista Obrero Húngaro, creada después de la Revolución húngara de 1956 para apoyar el sistema de poder socialista. Como policías de la revolución, estuvieron presentes en todas los actos del partido y del estado. Los milicianos eran miembros del partido con ocupaciones civiles, comprometidos con el poder comunista, que realizaban sus deberes de guardia laboral además de su trabajo. Durante el proceso de cambio de régimen (a iniciativa del gobierno de Miklós Németh) fue disuelto por ley.

## Historia

### Antecedentes
Antes de 1956 existían organizaciones paramilitares en los países socialistas, en parte para eludir el fin de los tratados de paz de la Segunda Guerra Mundial (como los Grupos de Combate de la Clase Obrera de Alemania Oriental la República Democrática Alemana tiene escuadrones Kampfgruppe estadounidenses), en parte debido a fuerzas armadas mejor entrenadas (como las Milicias Populares, Checoslovaquia).

### Formación
Después de la derrota de la revolución de 1956, las Milicias Obreras fueron fundadas por la dirección del partido húngaro liderado por János Kádár bajo control soviético, con el fin de crear un cuerpo armado leal, confiable y leal al partido, que ayudara a prevenir eventos como la revolución, como un ejército del partido. Después de la represión de la revolución de 1956, el sistema de organizaciones se transformó: se estableció el Ministerio de las Fuerzas Armadas y Asuntos de Seguridad Pública, que también incluía el Ministerio del Interior y el Ministerio de la Guerra. Estas dos instituciones se independizaron el 1 de marzo de 1957. El Departamento Administrativo del Partido Socialista Obrero Húngaro, dirigido por Lajos Czinege, se ocupaba de las organizaciones de policía y la organización de unidades del ejército.
A finales de enero de 1957, el Comité de Gestión Temporal del Partido Socialista Obrero Húngaro decidió crear una milicia. En marzo de 1957, se organizó un desfile militar en Budapest. A partir de entonces, como policías, estuvieron presentes en todas las ceremonias del partido y del estado. Al principio estaban armados con pistolas, luego estaban equipados con subfusiles PPSh-41 soviéticos, los milicianos podían llevar y guardar sus armas en casa. De una membresía inicial de 20,000 efectivos lentamente pasó a tener 60,000 miembros. A finales de 1988, su personal estaba formado por casi 51.000 voluntarios armados principalmente de armas ligeras. Aunque nunca se desplegó, las Milicias Obreras jugaron un papel importante en el mantenimiento de la "dictadura blanda" de la era Kádár, la localización del "enemigo interno" y la demostración de la fuerza disuasoria.
Las Milicias Obreras estaban subordinadas organizativamente a la comisaría de policía territorialmente competente, pero los comités del partido decidían el reclutamiento de miembros. Las Milicias Obreras probablemente no gozaron de la confianza ilimitada de la dirección del partido, ya que aunque estaba armada con armas de reserva del ejército, al principio no recibió munición pesada.
Su leyenda original es que durante los hechos “contrarrevolucionarios”, los miembros fundadores fueron los trabajadores que defendían el poder obrero-campesino. Su uniforme era la ropa de trabajo azul oscuro de la época. Sin embargo, no se decía que el legendario "gorro de Lenin" era de origen soviético sino chino. La Guardia Roja china usaba uno similar. Aunque no participaron en una operación de combate real, participaron en la protección contra inundaciones, el mantenimiento de cordones sanitarios, etc. Curiosamente, las mujeres también podían ser miembros, y no eran rasos, solo oficiales.

### Disolución
El Comité Central del Partido Socialista Obrero Húngaro cedió el control directo del organismo el 8 de mayo de 1985 y el 15 de junio del mismo año el Consejo de Ministros transfirió la supervisión a su propia competencia. La disposición de la milicia para el combate se mantuvo hasta el cambio de régimen en Hungría, a finales de 1989.

"Lo más importante es poder salvar a las Milicias Obreras, como organización legítima de una nueva dirección de izquierda para ayudar y apoyar a las fuerzas de izquierda."
- Comandante Nacional Sándor Borbély en la reunión de la Comandancia Nacional de la Milicias Obreras (MOP) el 2 de octubre de 1989

El 26 de noviembre, en un referéndum de cuatro preguntas, el 94,9% de los votantes votó a favor de abolir las Milicias Obreras. Esto solo confirmó la Ley N° 30 de 1989 previamente adoptada. como resultado de la división del cuerpo sin un sucesor el 20 de octubre de 1989. Los comandantes generales de la milicia fueron Lajos Halas (1957-1962), Árpád Papp (1962-1980) y Sándor Borbély (1980-1989).

## Sede
El edificio de la Estación Nacional de Comando y Entrenamiento de Oficiales se trasladó del 25 Arany János utca en 1985 a una nueva sede en la colina Gellért, en la desembocadura de Alsóhegy utca en Somlói út, que funcionó como edificio de oficinas después del cambio de régimen, luego albergó al Instituto Balassi y finalmente el Colegio Mathias Corvinus tomó posesión. Planean demolerlo en un futuro cercano.